# Học viện nghệ thuật sân khấu quốc gia AST ở Krakow
Học viện nghệ thuật sân khấu AST ở Kraków (tiếng Ba Lan: Akademia Sztuk Teatralnych im. Stanisława Wyspiańskiego w Krakowie, thường được rút ngắn thành AST, trước đây: Państwowa Wyższa Szkoła Teatralna im. Ludwika Solskiego, rút ngắn thành PWST) , đặt tại Kraków, Ba Lan, được thành lập năm 1946 bởi một diễn viên nổi tiếng người Ba Lan, Juliusz Osterwa, người đã thực hiện những bước đầu tiên thành lập Học viện thông qua việc hợp nhất ba hãng phim địa phương, Xưởng diễn viên Nhà hát tại Stary Teatr, Xưởng diễn viên Nhà hát Słowacki và Xưởng kịch của Iwo Gall kết nối với Nhà hát Reduta của Juliusz Osterwa.

## Lịch sử
Lịch sử của Học viện Ludwik Solski bắt đầu vào năm 1946 với khóa đào tạo ba năm về kịch cho các diễn viên tương lai. Năm 1949, tên của trường được đổi thành Trường Cao đẳng Diễn xuất (Państwowa Wyższa Szkoła Aktorka), và chương trình học kéo dài đến bốn năm. Tên hiện tại của nó, Państwowa Wyższa Szkoła Teatralna, được đặt vào năm 1955. Từ năm 1954 đến 1964, trường cũng cung cấp các khóa học về múa rối và nhà hát múa rối, được tái hoạt động vào năm 1972 như một Khoa múa rối độc lập nằm ở thành phố Wrocław.
Hiện tại, Học viện tuyển dụng sinh viên mới cho các Khoa của các diễn viên ở Kraków và Wrocław, Khoa Biểu diễn trực tiếp ở Kraków, và Khoa Sân khấu múa rối ở Wrocław. Từ năm 1946, hơn một ngàn sinh viên đã tốt nghiệp Học viện Ludwik Solski, và tìm được việc làm trên các sân khấu ở Ba Lan và nước ngoài.

## Cơ cấu tổ chức
Khoa
- Khoa diễn xuất tại Kraków
  - Bộ môn truyền hình
  - Bộ môn hòa nhạc Ca hát và diễn xuất
  - Bộ môna sân khấu
- Khoa chỉ đạo nhà hát ở Kraków
  - Bộ môn chỉ đạo nhà hát
  - Bộ môn Sân khấu
  - Bộ môn chỉ đạo nhà hát múa rối
- Khoa ở Wrocław
  - Bộ môn diễn xuất
  - Bộ môn múa rối
  - Nghiên cứu sau đại học của Nhà hát trực tiếp